# Liga Mundial de Voleibol de 2011
La XXII Liga Mundial de Voleibol de 2011 se celebra del 27 de mayo al 10 de julio de 2011 en Gdańsk, en Polonia.

## Grupos
| Grupo A        | Grupo B  | Grupo C   | Grupo D       |
| -------------- | -------- | --------- | ------------- |
| Brasil         | Rusia    | Serbia    | Cuba          |
| Polonia        | Bulgaria | Argentina | Francia       |
| Estados Unidos | Alemania | Finlandia | Italia        |
| Puerto Rico    | Japón    | Portugal  | Corea del Sur |

## Primera fase
- Los 16 participantes se dividen en cuatro zonas, A, B, C y D. En cada zona se enfrentan todos contra todos (Ronda Intercontinental), cuatro veces contra cada equipo, siendo cada equipo local dos veces y dos veces visitante. Los partidos se disputan cada semana, en días viernes, sábados y domingos.
- Al finalizar todos los partidos, los dos mejores equipos de cada zona en la tabla (se contabilizan tres puntos por victoria, en caso de que el juego dure 5 set's el puntaje es de dos puntos para el vencedor y uno para el perdedor) clasifican a la ronda final, a los que se le suma el anfitrión. Si Polonia no se colocara en los dos primeros puestos de su grupo, se clasificará en ese caso, junto con los tres mejores entre todos los segundos clasificados.
- En caso de que se produzca un empate en puntos entre dos o más equipos, la clasificación se define por la cantidad de partidos ganados.

## Fase final -Gdańsk

### Finales 1º y 3º puesto
|  | Semifinales              | Semifinales              |   |           | Final             | Final             |  |
|  | fecha de las semifinales | fecha de las semifinales |   |           | fecha de la final | fecha de la final |  |
|  |                          |                          |   |           |                   |                   |  |
|  |                          |                          |   |           |                   |                   |  |
|  | Argentina                | 0                        |   |           |                   |                   |  |
|  | Brasil                   | 3                        |   |           |                   |                   |  |
|  |                          |                          |   |           |                   |                   |  |
|  |                          |                          |   |           |                   |                   |  |
|  |                          |                          |   |           | Brasil            | 2                 |  |
|  |                          | Rusia                    | 3 |           |                   |                   |  |
|  |                          |                          |   |           |                   |                   |  |
|  |                          |                          |   |           |                   |                   |  |
|  |                          |                          |   |           | Tercer lugar      |                   |  |
|  |                          |                          |   |           |                   |                   |  |
|  | Rusia                    | 3                        |   | Argentina | 0                 |                   |  |
|  | Polonia                  | 1                        |   |           | Polonia           | 3                 |  |

## Clasificación final
| Clasificación | Equipo         |
| ------------- | -------------- |
|               | Rusia          |
|               | Brasil         |
|               | Polonia        |
| 4             | Argentina      |
| 5             | Bulgaria       |
| 6             | Italia         |
| 7             | Estados Unidos |
| 8             | Cuba           |
| 9             | Serbia         |
| 10            | Finlandia      |
| 11            | Alemania       |
| 12            | Francia        |
| 13            | Corea del Sur  |
| 14            | Portugal       |
| 15            | Japón          |
| 16            | Puerto Rico    |